# آیرتون
آیرتون (انگلیسی: Ayrton Drugs) شرکت داروسازی غنایی است ، که در سال ۱۹۶۵ تأسیس شد.